# Fedele Toscani
Fedele Toscani (Milano, 17 luglio 1909 – Milano, 7 luglio 1983) è stato un fotoreporter e fotografo italiano.

## Biografia

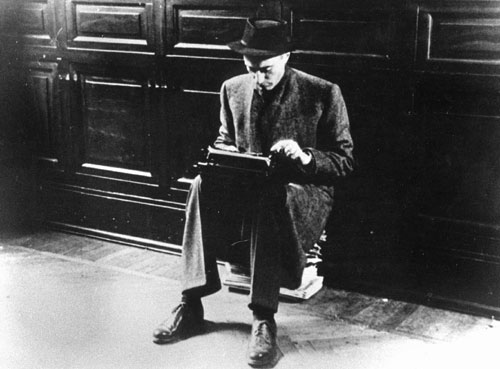
Montanelli fotografato da Fedele Toscani nella sede del Corriere della Sera a Milano nel 1940.

Negli anni trenta lavora per il Corriere della Sera e collabora con l'agenzia di Vincenzo Carrese, fondatore di Publifoto.Da Olycom la LaPresse ha comprato sia la stessa Olycom che Franca Speranza e la Publifoto Notizie, depositandone i marchi a livello mondiale. Così facendo LaPresse ha inserito nel suo archivio il materiale acquistato da Olycom che si aggiunge al già grandissimo archivio Publifoto Torino, nato da Maresca e Durante Silvio. Nel 1933 realizza un grande scoop riuscendo, dopo vari appostamenti all'Hotel Villa d'Este sul Lago di Como, a fotografare Wallis Simpson per la prima volta insieme a Edoardo d'Inghilterra, che per lei nel 1936 rinuncerà al trono.
Durante la seconda guerra mondiale fa parte del Nucleo speciale di documentaristi. Il 29 aprile 1945 Fedele Toscani si reca a piazzale Loreto per scattare foto e riprendere con una cinepresa Arriflex i cadaveri di Mussolini, Claretta Petacci e dei gerarchi fascisti. Questi filmati fatti da Toscani saranno poi utilizzati in vari Combat film.
Nel dopoguerra non rinnova la collaborazione con Vincenzo Carrese e fonda una propria agenzia, la Rotofoto.  
Per il settimanale l'Espresso ha documentato, insieme all'amico Franco Basaglia, l'avventura antimanicomiale, passando per Gorizia, Colorno e Trieste.
Ebbe tre figli: Marirosa (nata nel 1931), Brunella (nata nel 1933) ed Oliviero (nato nel 1942). Marirosa Toscani aprì uno studio fotografico con il marito Aldo Ballo e Oliviero divenne un noto fotografo di moda e pubblicità.